# جين آشر
جين آشر (بالإنجليزية: Jane Asher)‏ ممثلة إنجليزية من مواليد 5 أبريل 1946.

## وصلات خارجية
- جين آشر على موقع IMDb (الإنجليزية)
- جين آشر على موقع روتن توميتوز (الإنجليزية)
- جين آشر على موقع ألو سيني (الفرنسية)
- جين آشر على موقع ميوزك برينز (الإنجليزية)
- جين آشر على موقع أول موفي (الإنجليزية)
- جين آشر على موقع قاعدة بيانات برودواي على الإنترنت (الإنجليزية)
- جين آشر على موقع قاعدة بيانات الأفلام السويدية (السويدية)
- جين آشر على موقع إن إن دي بي (الإنجليزية)
- جين آشر على موقع قاعدة بيانات الفيلم (الإنجليزية)
- جين آشر على موقع كينوبويسك (الروسية)